# Laski Wałeckie
Laski Wałeckie (deutsch Latzig, früher Laatzig) ist ein Dorf in der Landgemeinde (Gmina) Wałcz (Deutsch Krone) im Powiat Wałecki (Deutsch Kroner Kreis) der polnischen Woiwodschaft Westpommern.

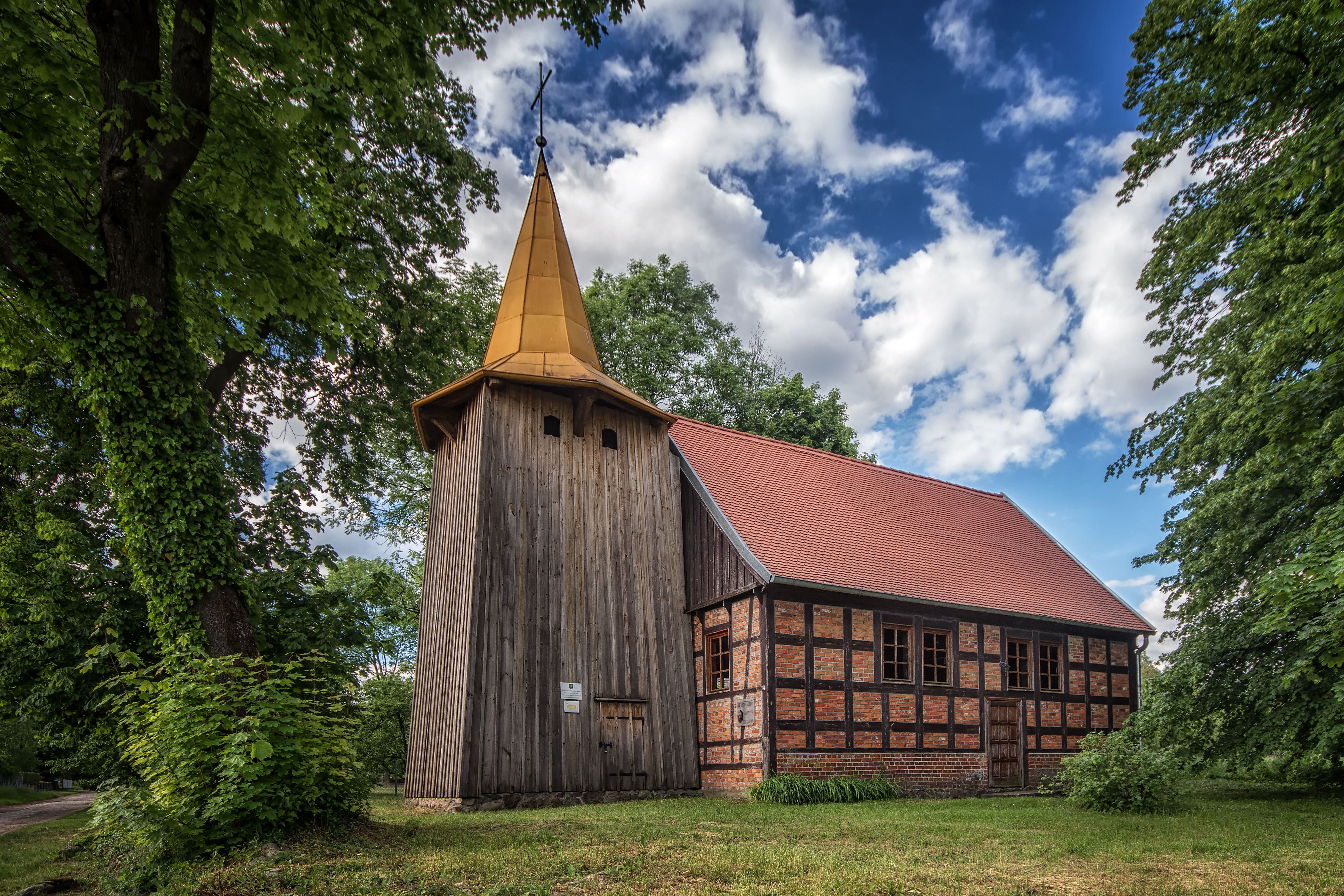
Dorfkirche, bis 1945 Gotteshaus der evangelischen Gemeinde Latzig (Aufnahme 2020)

## Geographische Lage
Das Dorf liegt im Netzedistrikt des ehemaligen Westpreußen, etwa 18 Kilometer nordwestlich von Wałcz (Deutsch Krone), elf Kilometer östlich von Mirosławiec (Märkisch Friedland) und drei Kilometer nordnordöstlich von Piecnik (Petznick).

## Geschichte
Die Ortschaft Latzig gehörte früher zur Herrschaft Friedland. Als 1774 der Grundherr Obrist von Blankenburg dem König von Preußen huldigte, war Latzig Teil dieser Herrschaft. Ortsbezeichnungen kamen in der Vergangenheit vor als Lawrenz Latzigh (1314), latzick (1337), Lacch (1677), neupolnisch Lacno. Die Etymologie dieses Ortsnamens ist unbekannt. Um 1786 hatte Carl Christian von der Goltz gemeinsam mit seinen Brüdern Grundbesitz in Latzig.
Um 1930 hatte die Gemeinde Latzig sechs Wohnplätze:
- Dorf Althof
- Forsthaus Alsen
- Gut Althof
- Gut Langhof
- Langhof
- Latzig

Im Jahr 1945 gehörte Latzig zum Landkreis Deutsch Krone im Regierungsbezirk Grenzmark Posen-Westpreußen der preußischen Provinz Pommern des Deutschen Reichs. Latzig war dem  Amtsbezirk Petznick zugeordnet.
Im Februar 1945 wurde Latzig von der Roten Armee besetzt. Nach Beendigung der Kampfhandlungen wurde die Region seitens der sowjetischen Besatzungsmacht zusammen mit ganz Hinterpommern und der südlichen Hälfte Ostpreußens – militärische Sperrgebiete ausgenommen – der Volksrepublik Polen zur Verwaltung überlassen. Es wanderten nun Polen zu. Latzig wurde unter der polnischen Ortsbezeichnung „Laski Wałeckie“ verwaltet. Die einheimische Bevölkerung wurde von der polnischen Administration aus Latzig vertrieben.

### Demographie
| Jahr | Einwohner | Anmerkungen |
| ---- | --------- | --- |
| 1783 | –         | adliges Dorf nebst einer evangelischen Kirche, im Netzedistrikt, Kreis Krone, zwölf Feuerstellen (Haushaltungen)                                                         |
| 1818 | 72        | Kirchdorf, adlige Besitzung |
| 1910 | 369       | am 1. Dezember, davon 253 (251 Evangelische und zwei Katholiken; eine Person mit polnischer Muttersprache) im Dorf und 116 (sämtlich Evangelische) im Gutsbezirk Langhof |
| 1925 | 337       | darunter 331 Evangelische sowie eine katholische und eine jüdische Person (vier Einwohner ohne Angaben zur Glaubensgemeinschaft)                                         |
| 1933 | 301       | [ 7 ] |
| 1939 | 293       | [ 7 ] |

## Kirche
Im Jahr 1539 wurde die Parochie Latzig, bestehend  aus den Ortschaften Latzig, Langhof und  Hansfelde, von dem Erb- und Burgsassen von Blankenburg auf Märkisch Friedland gegründet. Die heutige Kirche in Latzig ist 1740 erbaut worden; sie ist ein Backstein-Fachwerkbau mit niedrigem Turm und war ursprünglich mit zwei Glocken ausgestattet worden.
Vor 1945 wirkten in der Kirche Latzig als Prediger:
- Caspar Köhler, 1540–1583[1]
- Andreas Reiche, 1584–1606[1]
- Jacob Haubner, 1607–1619[1]
- Albert Ripshof, 1609–1614[1]
- Caspar Bereuter, 1614–1635[1]
- Paul Prätorius, 1636–1642[1]
- Peter Tilanius, 1643–1694[1]
- Heinrich Garbrecht, 1694–1733[1]
- Matthias Gibertus, 1734–1736[1]
- David Mündler, 1736–1754[1]
- Johann Friedrich Koss, 1755–1758[1]
- Carl Gottlob Hering, 1759–1787, starb an Melancholie[1]
- Johann Friedrich Stephanie, 1788–1791, war anschließend Pfarrer in Vandsburg[1]
- Franz Jonas Bülow, 1799[1]